# Шереметьевское (село)
Шереме́тьевское — село в Тбилисском районе Краснодарского края.
Входит в состав Ванновского сельского поселения.

## География
Село находится в левобережной пойме реки Кубань, на расстоянии 3 км к югу от станицы Тбилисская, административного центра района.

## История
Колония Розенфельд была основана в 1879 году. В 1893 году населённый пункт переименован в село Шереметьевское.

## Население
| 1894 | 1905 | 1911 | 1916 | 1926 | 2002 |
| ---- | ---- | ---- | ---- | ---- | ---- |
| 331  | ↗540 | ↗575 | ↘451 | ↗777 | ↘595 |
| 2010 |      |      |      |      |      |
| ↘585 |      |      |      |      |      |

## Улицы
- ул. Карла Маркса,
- ул. Колхозная,
- ул. Речная.